# The Witcher Remake
The Witcher es un videojuego que está siendo desarrollado por el estudio polaco Fool's Theory, bajo la supervisión de CD Projekt, y que será distribuido por estos mismos. Se trata de un remake del primer juego de la saga The Witcher, hecho desde cero utilizando el motor Unreal Engine 5. El juego todavía no cuenta con una ventana de lanzamiento, ni han sido confirmadas las plataformas para las que estará disponible.

## Anuncio
En octubre de 2022, CD Projekt reveló un extenso plan de lanzamientos para varios años en el futuro, entre los cuales se encontraba esta nueva versión del primer juego de la saga de The Witcher, el cual fue anunciado bajo el nombre clave de "Canis Majoris". Junto con dicho anuncio, también fueron revelados los desarrollos de "Project Polaris", el primer juego de una nueva trilogía de la saga The Witcher; "Project Sirius", un nuevo juego de la saga, que estaría separado de la nueva trilogía; "Project Orion", que no es otra cosa que la secuela de Cyberpunk 2077; y "Project Hadar", un nuevo juego que presentará una nueva licencia.
En aquel momento, la empresa describió a "Canis Majoris" como un juego centrado en la historia, de mundo abierto, RPG y ubicado en el universo de The Witcher, y que, además, sería desarrollado por un estudio externo conformado por veteranos de la saga. Unas semanas más tarde, CD Projekt confirmó que "Canis Majoris" se trataba de un remake del primer juego de la saga, que sería desarrollado desde cero por el estudio Fool's Theory, bajo su supervisión, y que sería trabajado con el motor Unreal Engine 5. La empresa también confirmó que este juego no estrenará antes que Project Polaris, que es el juego que iniciará la nueva trilogía.